# Museu da Abolição
O Museu da Abolição — Centro de Referência da Cultura Afro-Brasileira é um museu localizado na cidade do Recife, capital de Pernambuco, Brasil. Vinculado ao Instituto Brasileiro de Museus (IBRAM) e ao Ministério da Cultura, é um dos raros museus no país a contemplar esta parte da história, e tem suas ações norteadas pelos princípios da nova museologia e da socio museologia.

## Histórico

### O Sobrado Grande da Madalena
Numa parte da légua de terra, no Capibaribe, doada pelo donatário Duarte Coelho ao seu cunhado Jerônimo de Albuquerque, foi construído pelo fidalgo Pedro Duro, casado com Madalena Gonçalves, no século XVII, um engenho de açúcar localizado à margem de uma das vias de acesso ao interior da Capitania de Pernambuco, que seguia pela Estrada Real por uma passagem do Rio Capibaribe, chamada Passagem da Madalena, referindo-se ao nome da proprietária desse engenho, considerado um dos mais importantes da região. Foi vendido sucessivamente a vários proprietários, que o mantiveram funcionando como engenho. Durante as invasões holandesas, foi transformado em estância fortificada para resistência aos invasores, sendo palco de lutas pela restauração pernambucana. No século XIX, pertencia ao Barão de Goiana, tio e sogro do Conselheiro do Império, Senador, Ministro e Chefe do Gabinete Imperial, João Alfredo Corrêa de Oliveira, que o recebeu como herança. João Alfredo, assim como Joaquim Nabuco e outros, foi um abolicionista que lutou pelo fim do Sistema Escravagista, assinando, juntamente com a Princesa Isabel, a Lei Áurea. Construção de destaque, no bairro da Madalena, que se ia formando com os novos sítios e casarões de famílias abastadas, recebeu na segunda metade do século XIX uma grande obra de restauração, adaptando-se ao estilo neoclássico da época. Revestimento de azulejos, esquadrias com bandeiras, sacadas de ferro forjado e modificações arquitetônicas lhe deram a configuração atual, passando a ser conhecido como Sobrado Grande da Madalena. No século XX encontrava-se abandonado e em péssimo estado de conservação, tendo sido, ao longo do tempo, utilizado pela Cooperativa de Transportes João Alfredo e pela Companhia Pernambucana Autoviária Ltda, como garagem e oficina para conserto de ônibus. Muitas famílias desabrigadas também moraram no imóvel e, durante o período da II Guerra Mundial, foi ocupado por uma unidade do Exército Brasileiro.

### A criação do Museu da Abolição
|                                                                |  |  |
| Museu da Abolição em 2024 após as obras de restauro e reforma. |  |  |

Já na década de 50, o professor Martiniano Fernandes elabora e encaminha ao Senado Federal, através do Senador Joaquim Pires, o projeto de Lei Nº 39 de 14 de maio de 1954, para que se crie o Museu da Abolição, com sede no Recife, em honra ao Conselheiro João Alfredo e ao abolicionista Joaquim Nabuco. Em seu projeto de lei, o professor menciona que 
| “ | se solicite a abertura de crédito necessário à aquisição do prédio onde residiu o Conselheiro João Alfredo, conhecido como Palacete da Madalena, para fazer adaptações e a instalação, nele, da Sede do Museu da Abolição. | ” |

Cria-se, então, em 22 de dezembro de 1957, o Museu da Abolição, através da Lei Federal Nº 3 357, com Sede na Cidade do Recife, em homenagem a João Alfredo e Joaquim Nabuco. A Câmara Municipal do Recife aprova em 1960 o Projeto de Lei Nº 103, que determina como de utilidade pública a desapropriação do Sobrado Grande da Madalena, para que ali se instale o Museu da Abolição.
Com a desapropriação efetivada através do Decreto Municipal Nº 4 514 de 30 de dezembro de 1961 e sancionada pelo Prefeito Miguel Arraes de Alencar, para a instalação do referido Museu, determinou-se que o mesmo seria mantido pelo então 1º Distrito da DPHAN (Diretoria do Patrimônio Histórico e Artístico Nacional). Assim como as despesas para a referida desapropriação e restauração estariam a cargo do Governo Federal.
Em 28 de novembro de 1966, o Sobrado Grande da Madalena é reconhecido e tombado pela DPHAN como Patrimônio Nacional e inscrito no Livro Histórico de Tombo, volume 1, folha 63, inscrição 389. As obras de restauração do imóvel demoraram vários anos devido a seu péssimo estado de conservação, à envergadura dos trabalhos e à dimensão do prédio. Foram iniciadas em 1968, estendendo-se até 1975, quando o 1º Distrito da DPHAN, ali se instala.

### A inauguração do Museu da Abolição

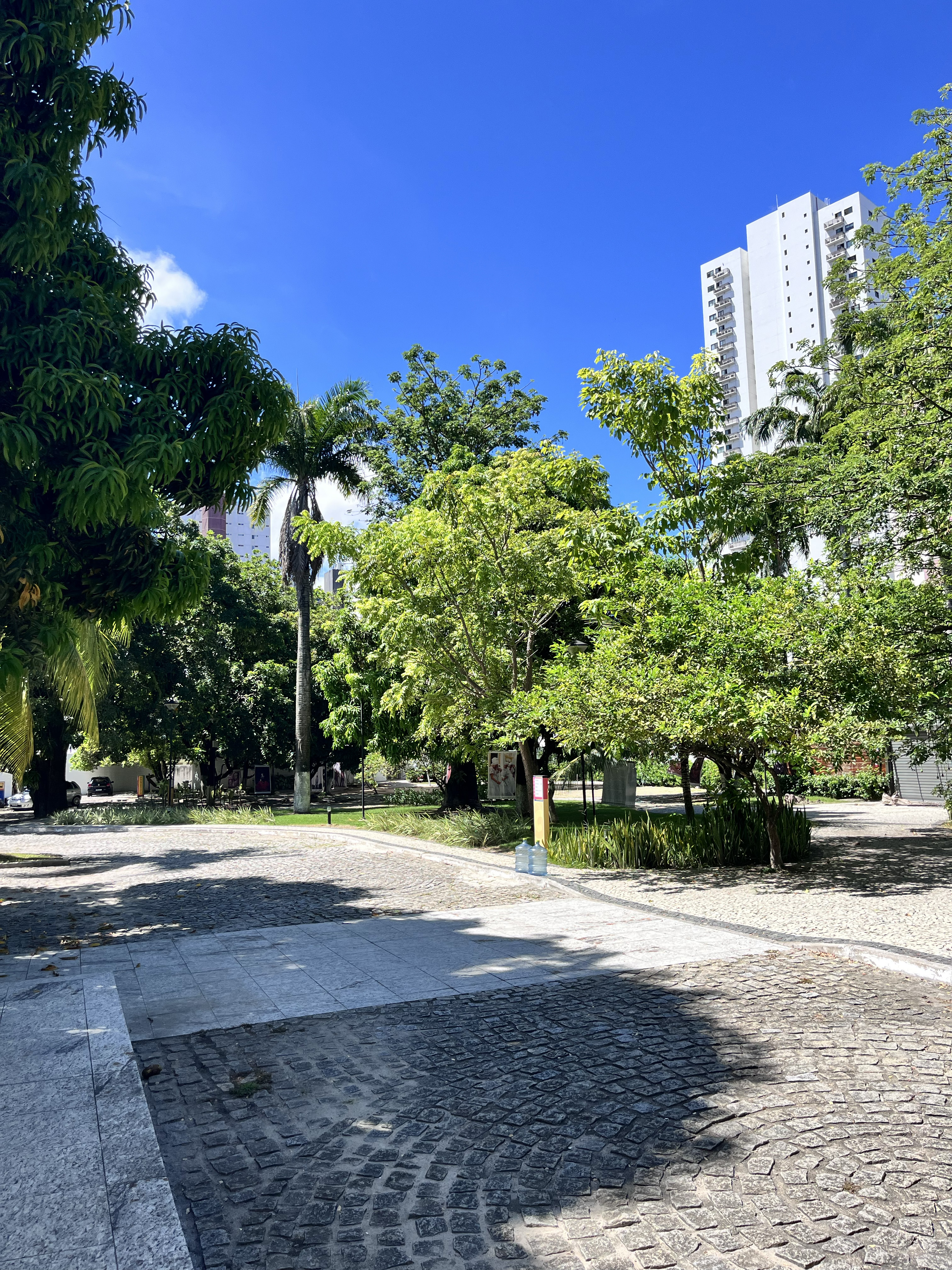
O MAB fica localizado na área central do Recife, em um terreno cuja área total mede 6.302,74 m², onde o visitante pode utilizar tanto os espaços internos como o externo. O MAB é remanescente de um Engenho de açúcar, conhecido pela denominação de Engenho Madalena.

Em setembro de 1982, instalou-se um Grupo de Trabalho, com a tarefa específica de elaboração de um projeto, execução e implantação do Museu da Abolição, com inauguração determinada para 13 de maio de 1983, sendo a Portaria correspondente publicada apenas em 12 de abril de 1983. O Grupo de Trabalho foi integrado por Alair Barros, Olímpio Serra, Regina Timbó, Raul Lody e Roberto Motta.
Como o tempo hábil para a montagem da exposição era pouco, o grupo elaborou uma primeira proposta, para efetivar a inauguração do Museu e uma segunda proposta a longo prazo, para dar as condições de funcionamento e desenvolvimento de suas funções e atribuições, bem como a complementação da montagem das seções técnicas e administrativas necessárias para o funcionamento do MAB. Para a montagem da exposição inaugural do MAB, foram efetuadas consultas através de correspondências a várias personalidades e instituições ligadas à temática afro-brasileira, pedindo sugestões e subsídios para a definição do Museu da Abolição. Ao todo, foram aproximadamente 200 cartas enviadas, e pouco mais de 20 respostas.
Diante de tudo isso, no 13 de maio de 1983 inaugurou-se, oficialmente, o Museu da Abolição, com a exposição, que tinha caráter temporário, “O Processo Abolicionista Através dos Textos Oficiais”, a qual ocupava 12 salas do pavimento superior e o hall de entrada principal do prédio, sendo a maioria do acervo exposto, cedido por empréstimo, de outras instituições culturais ou em Regime de Comodato.

### 1º fechamento do Museu da Abolição
A exposição “O Processo Abolicionista Através dos Textos Oficiais” permaneceu montada até o ano de 1990, quando o Museu foi fechado à visitação em consequência da Reforma Administrativa, imposta pelo Governo de Fernando Collor, a qual extinguia a rubrica orçamentária para a manutenção do Museu da Abolição. Logo, o MAB fica sem condições de segurança e atendimento ao público, tendo que ser fechado.

### 1ª Reabertura do Museu da Abolição
Após 6 anos fechado ao público, em 1996 o Museu da Abolição reabre suas portas, porém, agora com o acervo muito menor (grande parte foi devolvido às Instituições de origem), e com seu espaço físico consideravelmente reduzido, em conseqüência de a 5ªSR do IPHAN-PE ter ocupado o pavimento superior do Sobrado Grande da Madalena. Nesse momento, o MAB contava com apenas, com uma sala de exposição permanente chamada “Memorial”, duas salas de exposições temporárias, para expressões afro-brasileiras históricas e contemporâneas, um mini-auditório e uma sala de administração, sendo todos os espaços localizados no pavimento térreo do sobrado. Além disso, o quadro de pessoal era composto por dois técnicos, funcionários do IPHAN, uma prestadora de serviços e um estagiário.

### 2º fechamento do Museu da Abolição
O MAB suspende o atendimento ao público em geral, a partir de 2 de janeiro de 2005, por falta de condições de trabalho e falta de estrutura.

### 2ª Reabertura do Museu da Abolição
Em março de 2008, o Museu da Abolição reinaugura com a exposição campanha “O que a abolição não aboliu”, a qual tinha como proposta estimular a participação da sociedade na construção de um novo museu.

### Ocupação do Sobrado Grande da Madalena
Como resultado da intensa mobilização iniciada em 2005, em janeiro de 2010 a 5ª Superintendência Regional do IPHAN, desocupa o prédio e finalmente o Museu da Abolição conquista o espaço integral do Sobrado Grande da Madalena.

## Projeto de elaboração participativa

### Seminário O Museu que nós queremos
O Seminário O Museu que Nós Queremos foi realizado em 16 e 17 de março de 2005, no Museu da Abolição, e teve como objetivo mobilizar a comunidade do Estado de Pernambuco para que, em conjunto com técnicos e especialistas, se pudesse repensar um novo Museu que permitisse refletir a problemática, os anseios e os sonhos da comunidade afrodescendente, além de preservar a memória através de visões múltiplas do processo histórico abolicionista.
Durante a realização do Seminário foram elaborados dois documentos que apresentaram sugestões e propostas, e reafirmaram a necessidade de ocupação física integral do Sobrado da Madalena, estabelecendo-se um Grupo de Trabalho GT / MAB, o qual apresentou, em julho de 2005, um Documento de reformulação do Museu da Abolição, o qual explicita a missão, os objetivos e metas, além dos passos necessários para a definição do novo Museu.
O GT / MAB se reuniu semanalmente, desde 28 de março de 2005, durante quatro meses, com a participação de cidadãos representantes de diferentes segmentos da sociedade e elaborou um dossiê sobre o Museu da Abolição, de onde foi extraída a maior parte dos elementos que constituíram o Plano Museológico do MAB: histórico do Museu, incluindo as legislações de criação, constituição e desapropriação do imóvel onde o Museu está localizado, situação organizacional dentro do IPHAN, diagnóstico e situação atual, com a definição de missão, objetivos e metas, ações gerais e específicas e uma proposta de orçamento necessário para dar continuidade aos trabalhos e efetivar a reabertura do MAB.
Além das reuniões do GT / MAB, foram efetuadas quatro pesquisas de opinião, em várias ocasiões, junto à população, o que acrescentou subsídios aos trabalhos.

### Exposição Campanha O que a abolição não aboliu
Após três anos fechado à visitação pública para rediscussão de suas propostas e ações pelo Grupo de Trabalho GT-MAB, integrado por representantes de diversas instituições culturais e religiosas, técnicos de museus, professores e cidadãos em geral, o Museu da Abolição reabriu em março de 2008 à visitação pública com a exposição campanha O que a Abolição não aboliu, que tinha como principais propostas:
- Demonstrar ao público que a instituição privilegia e estimula o debate e a visão crítica sobre o seu papel social e sobre a Abolição como fato histórico, seus antecedentes e suas consequências na formação da sociedade atual e no imaginário social sobre a escravidão no Brasil;
- Apresentar os temas Escravidão, resistência, abolição e Liberdade, demonstrando que o museu pode ser um espaço dinâmico e participativo para reflexão e debate acerca das questões atuais que se desenvolvem a partir de suas temáticas (preconceito, racismo, exclusão social, Luta de classes, formas de resistência etc.), operando sobre a percepção da sociedade sobre seu passado e presente e possibilitando a transformação da realidade atual;
- Convocar pessoas de diversas instituições e movimentos sociais além do GT/MAB, profissionais da área de museus, e da Cultura, representantes de órgãos públicos, e representantes de instituições religiosas que participarão dos debates para elaboração dos objetivos e metas da exposição de longa duração do Museu da Abolição.

### Elaboração do Macro Roteiro
Dentro do Projeto de Elaboração Participativa da Exposição Permanente do MAB, que teve como objetivo buscar uma nova concepção de museu, contou-se com a participação de diversos segmentos da sociedade em torno da criação da exposição de longa duração do museu. Este processo, inédito nos museus do Brasil, e aberto à sociedade em geral, motivou a criação de uma agenda de encontros onde os participantes foram convidados a contribuir na elaboração da exposição do MAB, propondo temas, métodos e objetivos. Ao longo de todo esse processo, foi fundamental a participação dos membros de diversos Movimentos sociais, religiosos, militantes e acadêmicos interessados na temática da cultura de matrizes africanas e no processo abolicionista e suas consequências nas diversas esferas sociais. Como fruto desse processo, criou-se um macro roteiro composto pelas seguintes salas:
- África como berço da humanidade;
- Correlação entre África e Brasil ao longo da história numa perspectiva cronológica;
- Contribuição dos Povos negros na formação da sociedade brasileira;
- Visão crítica sobre o processo abolicionista e seus resultados na atualidade;
- Destaque para as lutas e movimentos de resistência negra;

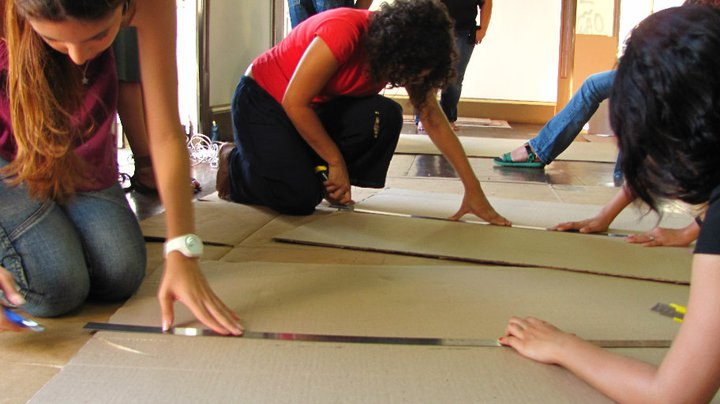
Oficina Aberta de Prática Expográfica MAB - 2010

- África na atualidade.

### Montagem da exposição permanente do MAB
Com a realização de oficinas abertas de prática de montagem, foram produzidos os módulos e elementos expográficos em material de baixo custo para a montagem do esboço da exposição permanente do Museu da Abolição. Durante todo o processo de desenvolvimento e montagem da exposição, os espaços destinados à exposição ficaram abertos para a participação de todos. As salas foram reformuladas de acordo as novas propostas e necessidades surgidas no andamento do projeto, tendo o macro roteiro como elemento norteador. Esse processo contou com a participação de movimentos sociais, entidades religiosas, profissionais do campo da cultura e da comunidade em geral. No dia 20 de novembro de 2010, em comemoração ao Dia da Consciência Negra, foi aberta a Exposição em Processo, a qual deve ficar aberta durante um ano, convidando a comunidade a contribuir na elaboração de um projeto expográfico coletivo para a construção da narrativa do museu.

## Missão e objetivos do Museu da Abolição

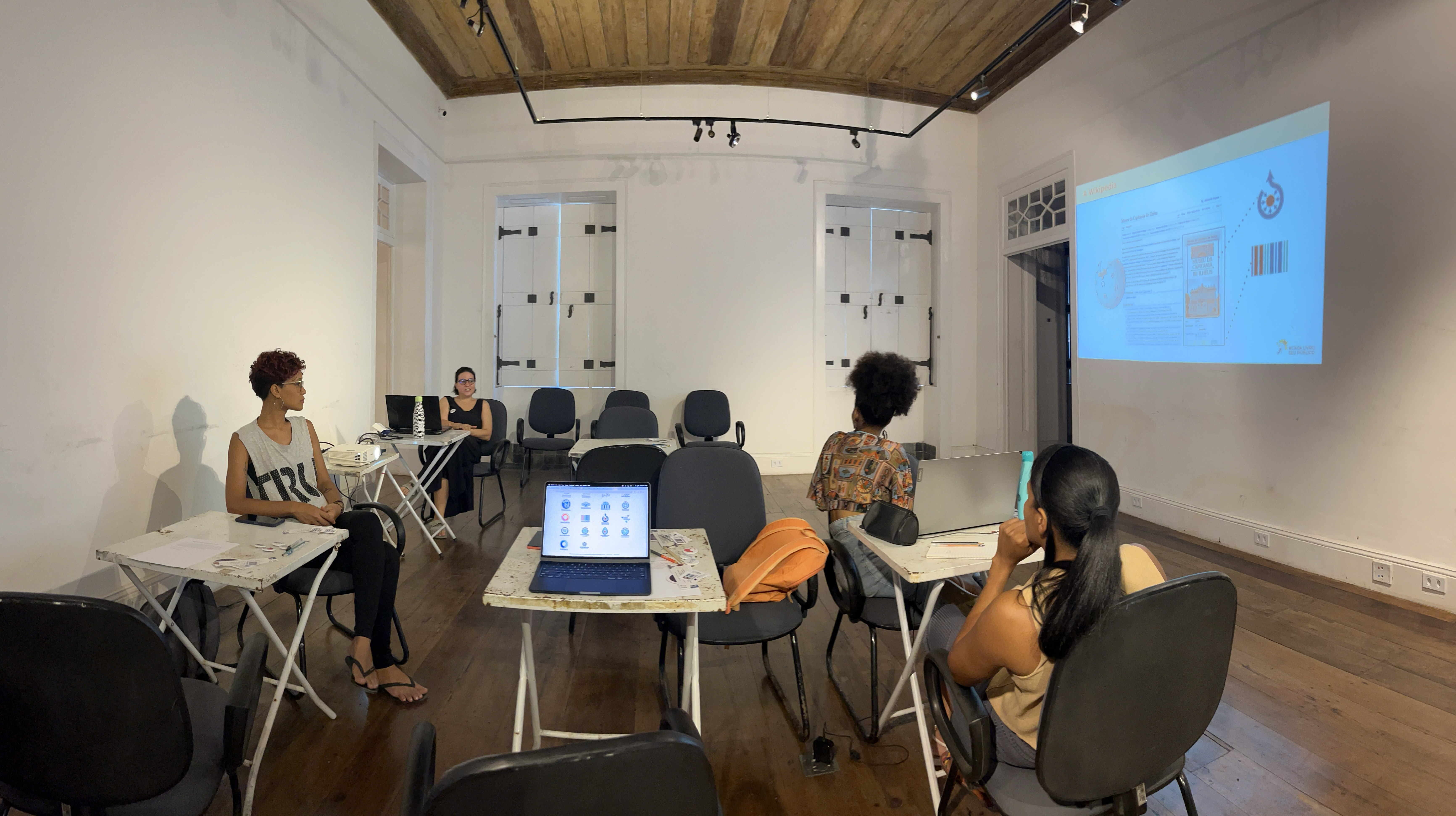
Evento na área interna (2024)

O MAB tem como missão prestar serviços à sociedade através do resgate, valorização, e reconhecimento do patrimônio material e imaterial dos afrodescendentes, contribuindo para o fortalecimento da identidade e cidadania do povo brasileiro. O objetivo norteador das ações do MAB diz respeito a pesquisar, preservar e comunicar o Patrimônio Cultural Afro-brasileiro em todas as suas manifestações. Além disso, busca-se promover a reflexão crítica sobre a participação dos Afrodescendentes na história do processo escravista brasileiro, na Abolição, nas lutas libertárias e na formação da nacionalidade; Proporcionar múltiplas visões do processo histórico escravista, através de ações educativas e culturais; Ampliar o conceito do que é ser afrodescendente, através da participação da sociedade e de organizações representativas da Cultura afro-brasileira, nas ações implementadas pelo Museu; Ainda almeja trabalhar temas transversais, inerentes aos direitos humanos, como: acesso ao trabalho, políticas públicas de inserção, tolerância religiosa, racismo, preconceito, exclusão, gênero, etnias etc; Como também, incentivar o fortalecimento da autoestima e promover a visibilidade  afirmativa dos afrodescendentes na sociedade brasileira e implantar uma Rede de Interação com diversas instituições afins, públicas e privadas, religiosas e de ação social; Também está incorporado neste processo a busca por promover ações de reconhecimento, valorização e preservação do Patrimônio Cultural Afro-brasileiro, material e imaterial, nas instituições e comunidades afrodescendentes, promover a participação de instituições religiosas e culturais ligadas à cultura afrodescendente, em projetos de memória oral, publicações e pesquisas, a partir de suas histórias e raízes, estimulando a preservação de suas memórias e a continuidade de suas atividades, nos projetos do MAB;
Pretende-se com isso, inserir o MAB nos roteiros de visitação turística e de lazer, conectando suas atividades com outras desenvolvidas pelas instituições religiosas e culturais locais.

## Acervo
O acervo do Museu da Abolição, o qual foi formado para sua inauguração, é composto por empréstimo de unidades do IPHAN e de outras instituições, em regime de comodato, doações, transferência, compra e coleta. Em 1990, com o fechamento do MAB, parte considerável de seu acervo, oriundo de empréstimo de outras instituições foi devolvido, restando somente algumas poucas peças. Atualmente o MAB conta com:
- 130 peças do acervo museológico;
- 30 metros lineares de acervo bibliográfico;
- E 2 metros lineares de acervo hemerográfico.

Você pode encontrar parte do acervo na web disponibilizado via ferramenta Tainacan.

## Espaço físico e instalações

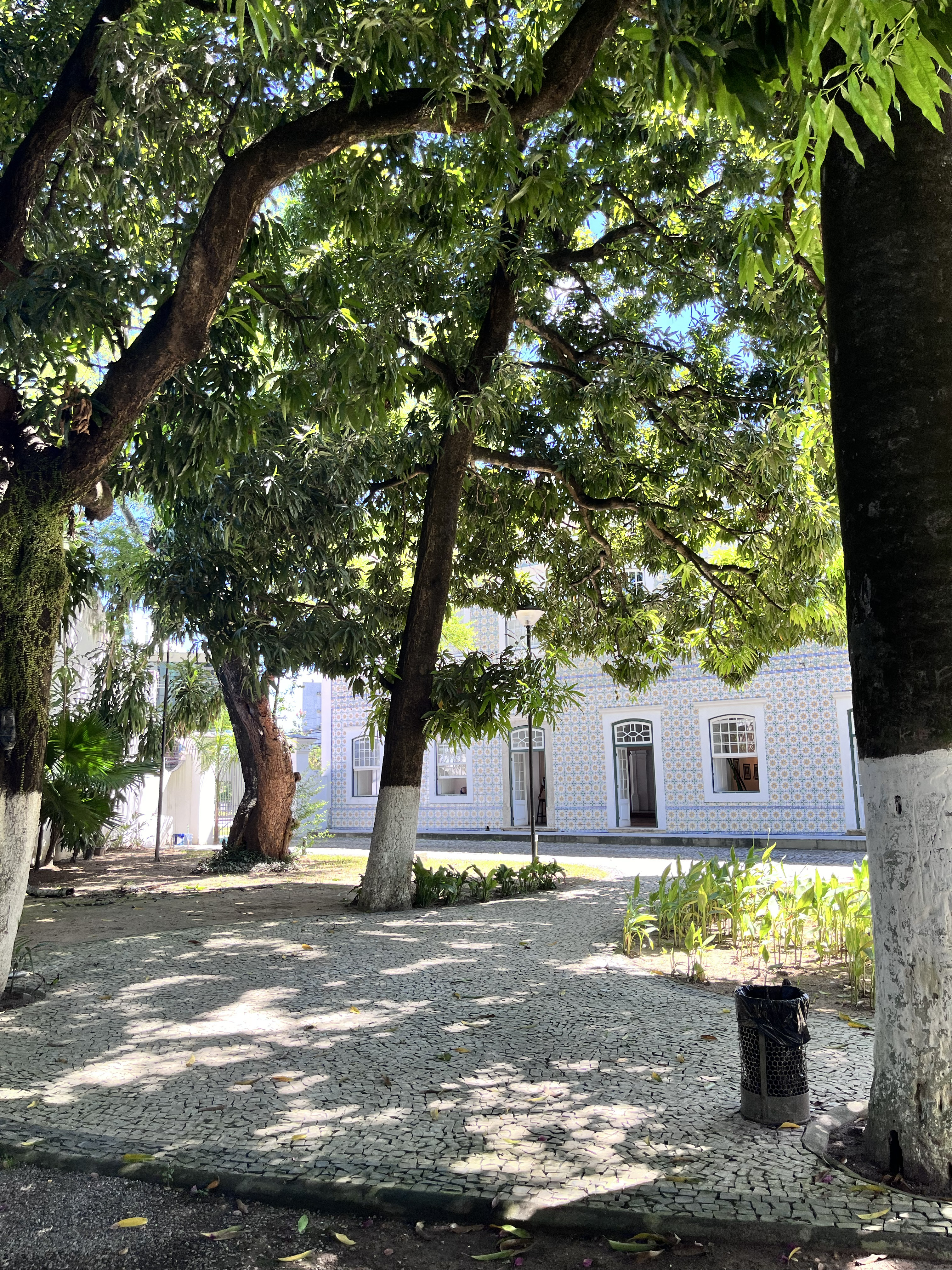
O jardim do Museu da Abolição possui uma área verde de 3.327 m²

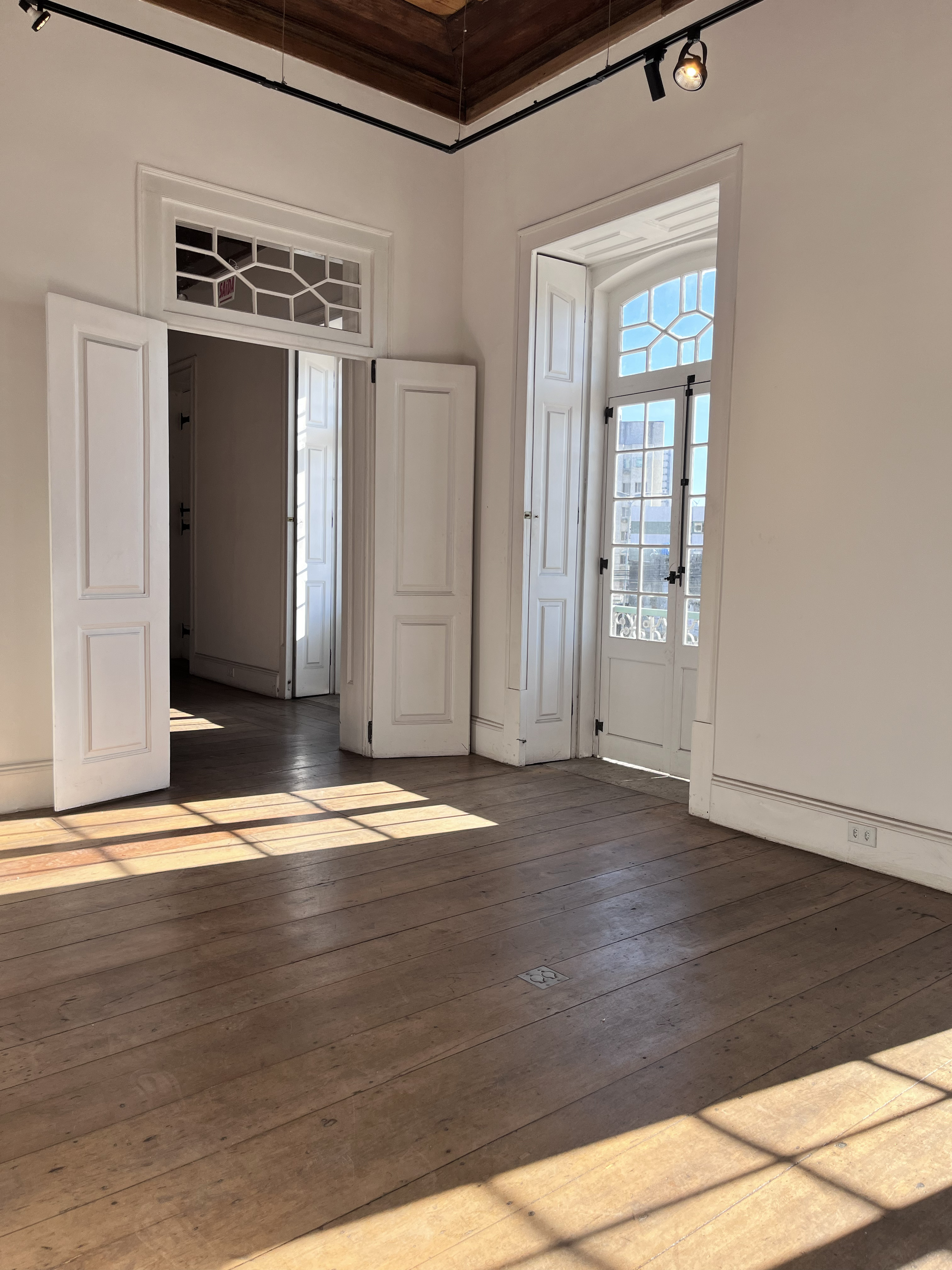
Salas de exposição do Museu da Abolição

O Museu da Abolição está sediado no Sobrado da Madalena, no bairro do mesmo nome, no Recife, que serviu de residência ao Conselheiro João Alfredo, abolicionista que influenciou nas leis que livraram o Brasil da escravidão negra.
Consta de:

### Biblioteca e arquivo
Especializada em Cultura afro-brasileira e Museologia, a biblioteca do Museu da Abolição possui 1 344 livros, 617 periódicos e 3 metros lineares de hemeroteca; classificados, catalogados e informatizados, com uma grande diversidade de temas.

### Videoteca/Mini Auditório
A videoteca do Museu da Abolição dispõe de um acervo audiovisual com um expressivo número de títulos relacionados à produção cinematográfica e documental voltada para a questão negra e africana, incluindo diversas temáticas como; Religiosidade, arte de uma forma geral - Música, Dança, Teatro, Cinema, etc. -, racismo e comunidades quilombolas, além de diversos títulos relacionados ao campo do Patrimônio. Capacidade para 50 pessoas.

### Laboratório de Experimentação Musical - L.E.M.M.A.
O Laboratório de Experimentação Musical do Museu da Abolição – L.E.M.M.A. é uma iniciativa institucional que tem como objetivo oferecer um espaço para a investigação e criação musical, bem como para o compartilhamento de experiências sonoras e instrumentais sem custo para os músicos de Pernambuco e de estados vizinhos, fomentando a produção musical e proporcionando o encontro entre músicos de diversos estilos musicais e regiões do país.
O MAB está reservando para o L.E.M.M.A. um espaço de 40m², sendo: uma antessala de 10 m², um W.C. de 5 m² e o estúdio para ensaios com 25 m².

### Salas de exposições
No momento, 6 salas do piso superior do Museu da Abolição recebem a sua exposição permanente intitulada "Exposição em Processo", e 3 salas são destinadas a receber exposições temporárias para divulgação de expressões contemporâneas afro-brasileiras.

### Área externa
O Museu da Abolição possui uma ampla área externa de 5 180,50 m², que contém teatro de arena, camarins, banheiros e estacionamento, onde são desenvolvidas atividades artísticas e culturais.